# Royal Northern College of Music

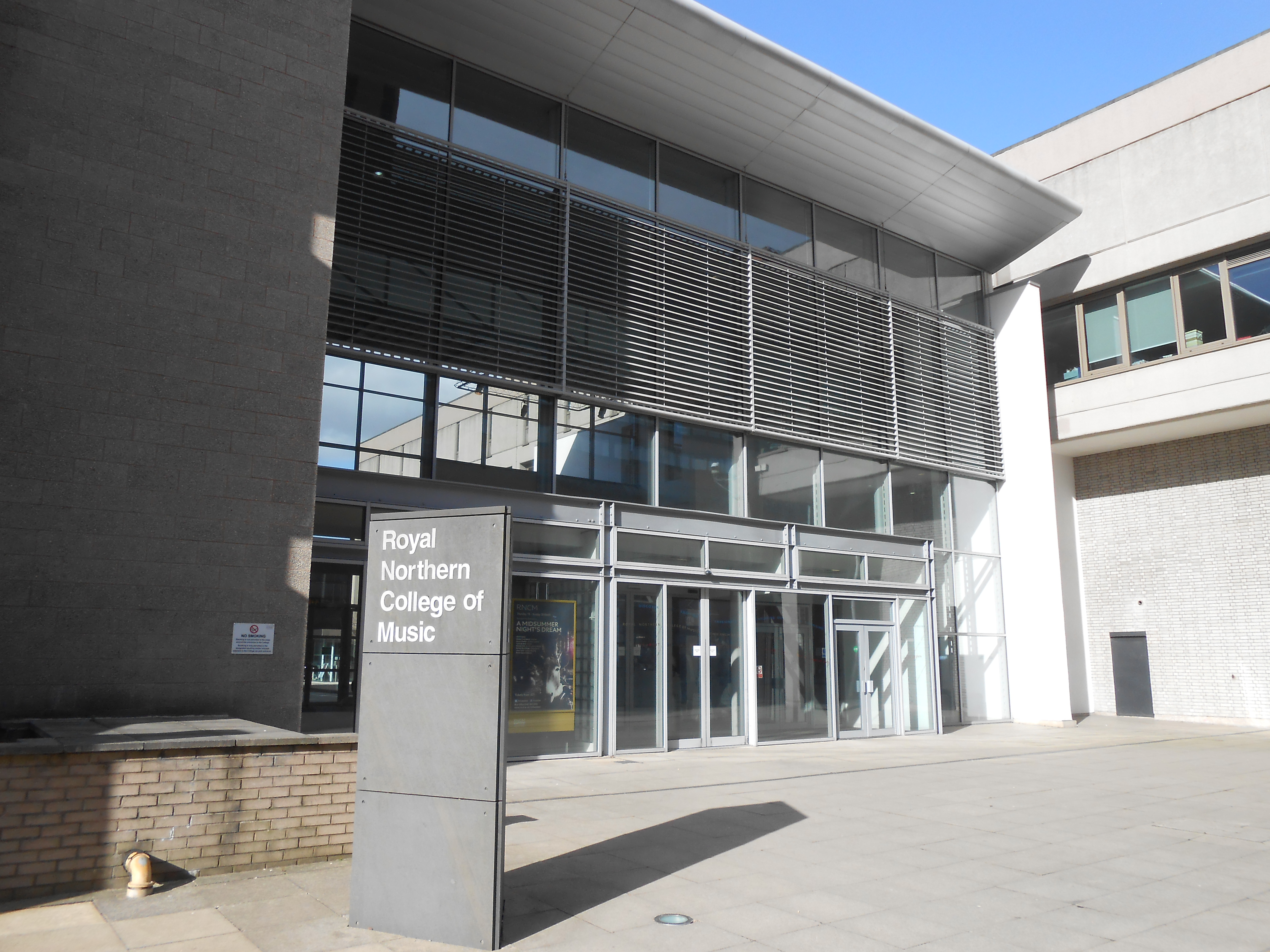
Eingang des RNCM

Das Royal Northern College of Music (RNCM) ist ein Konservatorium in Manchester in Großbritannien. Es liegt an der Oxford Road in der Innenstadt von Manchester und am westlichen Rand des Campus der Universität Manchester. Zusätzlich zur Bildung bietet das RNCM Konzerte, Opern und andere musikalische Veranstaltungen. Die derzeitige Direktorin ist die Klarinettistin Linda Merrick, künstlerische Leiterin ist die maltesische Dirigentin Michelle Castelletti.
Die Wurzeln des Konservatoriums entstanden im späten 19. Jahrhundert mit dem Royal Manchester College of Music von Sir Charles Hallé. Das heutige RNCM entstand durch die Vereinigung des Royal Manchester College of Music und der Northern School of Music im Jahr 1973.
Das College bietet sowohl Undergraduate studies als auch Postgraduate studies in Aufführung und Komposition an.
2007 hatte das RNCM 696 Studenten, davon 496, die für den Bachelor-Grad studierten, und 200, die den Master-Grad anstrebten. 49 % der Studierenden waren männlich und 51 % weiblich. Mit einer Anzahl von 265 war das akademische Personal im Verhältnis zu den Studierenden außergewöhnlich zahlreich. Viele Lehrkräfte unterrichten außerdem an der Junior RNCM, einer Samstags-Musikschule für talentierte junge Musiker, die eine musikalische Laufbahn einschlagen wollen.
Zu den namhaften Absolventen zählt der Opernregisseur und Gründer der Birmingham Opera Company, Graham Vick.